# 新宮村 (茨城県)
新宮村（しんぐうむら）は、かつて茨城県鹿島郡に存在した村である。
現在の鉾田市の中部、旧・鉾田町東部の太平洋沿岸に位置する。

## 歴史
- 1889年（明治22年）4月1日 - 町村制施行により、鹿島郡大竹村、烟田村、白塚村、安塚村の区域をもって成立。
- 1955年（昭和30年）3月15日 -鹿島郡鉾田町、徳宿村、巴村、行方郡秋津村と新設合併し、改めて鉾田町が発足。同日新宮村廃止。

## 人口・世帯

### 人口
総数 [単位： 人]
| 1891年（明治24年） | 2,243 |
| 1909年（明治42年） | 2,443 |
| 1920年（大正 9年） | 2,450 |
| 1935年（昭和10年） | 2,656 |
| 1950年（昭和25年） | 4,048 |

### 世帯
総数 [単位： 世帯]
| 1920年（大正 9年） | 543 |
| 1935年（昭和10年） | 511 |
| 1950年（昭和25年） | 727 |

## 交通

### 道路
二級国道
- - 国道123号（現・国道51号）